# Campionato centramericano maschile di pallacanestro 2006
Il 20º Campionato dell'America Centrale e Caraibico Maschile di Pallacanestro FIBA (noto anche come FIBA Centrobasket 2006) si è svolto dal 4 luglio all'8 luglio 2006 a Panama, capitale dell'omonimo stato. Il torneo è stato vinto dalla nazionale panamense.
I FIBA Centrobasket sono una manifestazione contesa dalle squadre nazionali di Messico, Centro America e Caraibi, organizzata dalla CONCENCABA (Confederazione America Centrale e Caraibi), nell'ambito della FIBA Americas.

## Squadre partecipanti
- Costa Rica
- Cuba
- Giamaica
- Isole Vergini Americane
- Messico
- Panama
- Porto Rico
- Rep. Dominicana

## Classifica finale
| Pos | Squadra | V-P |
| --- | --- | --- |
|     | Panama4 Garcés, 5 Peralta, 6 Mendieta, 7 Levy, 8 M. Gómez, 9 Watson, 10 D. Gómez, 11 Hicks, 12 Cota, 13 García, 14 Lloreda, 15 Cárdenas, All. Guillermo Vecchio                | 5-0 |
|     | Isole Vergini Americane4 Hodge, 5 Sheppard, 6 Gerard, 7 Victor, 8 Rhymer, 9 Francis, 10 Cooper, 11 Edwin, 12 Niles, 13 Samuel, 14 Williams, 15 Elegar, All. Tevester Anderson  | 3-2 |
|     | Porto Rico4 Narváez, 5 Rivera, 6 Hatton, 7 Arroyo, 8 Apodaca, 9 Dalmau, 10 Ayuso, 11 Látimer, 12 Figueroa, 13 Fajardo, 14 Lee, 15 Valenzuela, All. Julio Toro                  | 4-1 |
| 4   | Messico4 Castellanos, 5 Ayala, 7 Malpica, 8 Solares, 9 Benítez, 10 López, 11 Ibarra, 12 Rochín, 13 Zúñiga, 14 Llamas, 15 Ávila, All. -                                         | 2-3 |
| 5   | Rep. Dominicana4 Soliver, 5 Peña, 6 Lalane, 7 Turner, 8 Ramírez, 9 Western, 10 M. Martínez, 11 Fortuna, 12 Almonte, 13 Filión, 14 Guzmán, 15 J. Martínez, All. Boyón Domínguez | 3-2 |
| 6   | Cuba4 Jemmott, 5 Guerra, 6 Lima, 7 Sánchez, 8 Boffil, 9 Silvestre, 10 Granda, 11 Torriente, 12 Haití, 13 Elías, 14 Torres, 15 Simón, All. Daniel Scott                         | 2-3 |
| 7   | Giamaica4 Lewin, 5 Carr, 6 Thomas, 7 Nicely, 8 Johns, 9 Robinson, 10 Smith, 11 McCarty, 12 Bartlett, 13 Staple, 14 Wilson, 15 Dumont, All. -                                   | 1-4 |
| 8   | Costa Rica4 Martínez, 5 Castillo, 6 Cayasso, 7 Spencer, 8 Gourzong, 10 Davis, 11 Valverde, 12 Anderson, 13 Planes, 14 Umaña, 15 Anderson, All. -                               | 0-5 |